# Llac Tașaul
El llac Tașaul (en romanès: Limanul Tașaul) és un llac al nord de la Dobruja (Romania). Antigament era una llacuna costanera d’aigua salada oberta, connectada amb el mar Negre, i es va transformar en un llac d’aigua dolça a la dècada de 1920. La seva superfície és de 23.35 km2 (9.02 sq mi) i la seva profunditat màxima és de 4 m.